# Cephaloscyllium variegatum
Cephaloscyllium variegatum — акула з роду Cephaloscyllium родини Котячі акули. Інша назва «вагітна головаста акула».

## Опис
Загальна довжина досягає 74 см. Голова широка та коротка. Очі помірно великі, подовжені, з мигальною перетинкою. Зіниці щілиноподібні. Очі високо підняті. За ними розташовані невеличкі бризкальця. Ніздрі мають носові складки. Губні борозни відсутні. Рот широкий, дугоподібний. На верхній щелепі розташовано 68-82 робочих зубів, нижній — 68-80. Зуби дуже маленькі з 3-7 верхівками, з яких середня є висока та гостра, бокові — маленькі й затуплені. У неї 5 пар коротких зябрових щілин. Тулуб щільний, трохи гладке (товсте). Грудні плавці витягнуті, широкі. Має 2 спинних плавця, з яких передній більше за задній. Передній спинний плавець трикутної форми. Розпочинається з середини черевних плавців. Черевні плавці відносно невеличкі. Задній спинний плавець розташовано навпроти анального. Анальний плавець більше за задній. Хвіст короткий. Хвостовий плавець широкий, гетероцеркальний.
Забарвлення спини сіро-коричневе. На спині та боках присутні 11 темних сідлоподібних плям. Особини, що мешкають у тропічних широтах, мають більш контрастне забарвлення, ніж в особин з помірно-теплих морів. Забарвлення змінюється з віком. Черево має світло-сірого кольору, іноді з контрастними темними плямами.

## Спосіб життя
Тримається на глибинах від 114 до 606 м, на зовнішньому континентальному шельфі. Як захист здатна роздувати черево, ковтаючи воду або повітря. При цьому саме черево сильно збільшується в об'ємі, нагадуючи вагітну. Звідси походить інша назва цієї акули. Це повільна акула. Активно переважно вночі. Полює біля дна, є бентофагом. Живиться костистими рибами, кальмарами, ракоподібними, інколи молоддю свого виду.
Статева зрілість у самців настає при розмірі 55-60 см. Це яйцекладна акула. Самиця відкладає 2 яйця зі спіралеподібними вусиками, якими чіпляється за ґрунт або водорості. Народжені акуленята становлять 15-17 см.
Не є об'єктом промислового вилову, проте мешкає у області креветочного вилову, що впливає на чисельність цієї акули.

## Розповсюдження
Мешкає біля східного узбережжя Австралії: від Квінсленду до Нового Південного Вельсу.